# ジエチルスチルベストロール
ジエチルスチルベストロール(Diethylstilbestrol)は、かつて流産防止剤などに用いられた合成女性ホルモン（合成エストロゲン）の薬剤である。略してDESとも呼ばれる。
誘導体に、DESのフェノールの水酸基がリン酸に置き換わったホスフェストロールがあり、こちらは前立腺癌治療薬として用いられていたが、現在は日本を含むほとんどの国で使用が中止されている。

## 概要
DESは1938年にイギリス・オックスフォード大学のLeon Goldbergによって合成され、女性ホルモン様作用が発見されて1941年以降安全な切迫流産防止剤として広く用いられた。米国においては、1938年から1971年にかけて500-1000万人に処方されたとされる。また、更年期障害・老人性膣炎・不妊症に対しても処方が行われた。
また、1950年代より家畜の肥育促進用として飼料添加が行われた（現在はほぼ禁止）。
1970代以降、胎児期にDESの暴露を受けた女性に（通例稀な）膣腺ガンや子宮形成不全などの女性器障害が発生するとの報告が相次ぎ、米国のFDAは1971年に妊婦に対するDESの処方を中止するよう勧告した。その一方で多くのヨーロッパ諸国においては1978年まで、第三諸国においては1994年まで使用され続けた。
なお、日本では1964年に高杉暹が動物実験の結果からDESの発癌性を報告し、厚生省は1971年に妊娠中の使用を忌避する通達を出した。DESは日本国内の製薬会社により1941年-1973年に製造されているが、多量には使用されなかったとされる。

## 人間に対する影響
胎児期における暴露の影響は、女児が男児より強く影響を受けるとされる。女性におけるDESの影響は、摂取者では乳癌発生、胎児暴露者では性器の発がん・性器形成不全など。男性においては性器形成不全・精子濃度低下・不妊などが報告されている。
現在、DESはIARC発がん性リスク一覧のGroup1に分類されている。

## 関連事項
- エストロゲン
- 経口避妊薬
- 薬害
- 内分泌攪乱物質
- 発癌性
- IARC発がん性リスク一覧